# Kris Bubic
Kristofer Bubic (Cupertino, California, 19 de agosto de 1997), más conocido como Kris Bubic, es un jugador profesional estadounidense de béisbol que se desempeña en la posición de lanzador en Kansas City Royals, equipo de las Grandes Ligas de Béisbol (MLB).

## Carrera
En 2020, Bubic hizo su debut en la MLB con el equipo Kansas City Royals, donde lleva jugando cinco temporadas.